# 緣膜歧鬚鮠
緣膜歧鬚鮠，為輻鰭魚綱鯰形目倒立鯰科的其中一種，為熱帶淡水魚，分布於非洲象牙海岸薩桑德拉河與Bandama流域，體長可達23.8公分，棲息在底中層水域，以軟體動物及昆蟲為食，生活習性不明。